# 马坪镇 (漳浦县)
马坪镇，是中华人民共和国福建省漳州市漳浦县下辖的一个乡镇级行政单位。

## 行政区划
马坪镇下辖以下地区：
后康村、马圩村、仙都村、文安村、林埭村和京野村。

## 黄牛
闽南黄牛向来以抗疫性好、适应性强、肉质嫩、口感佳著称,是福建特有的优良品种,已经被列入福建省地方优良品种保护目录。其中马坪镇的黄牛早已被农业部认定为"全国四大优质黄牛"之一。马坪黄牛纯系自然放牧,黄牛以野生草料为食,毛重多在200到250公斤之间。2003年以来，每年出口马来西亚数千头，打破了中国大型活体出口的纪录,并摘取中国首个活牛出口基地的荣誉称号。